# Ilha Baccalieu
A ilha Baccalieu é uma pequena ilha inabitada na extremidade norte da baia Conception, na província de Terra Nova e Labrador (Canadá).
O nome baccalieu vem provavelmente do português bacalhau; os exploradores portugueses foram os primeiros a descobrir a ilha.